# Limpopo (rivier)
De Limpopo is een rivier in het binnenland van Afrika, die uitmondt in de Indische Oceaan bij de plaats Xai-Xai in Mozambique. De rivier stroomt door nog drie landen, Zuid-Afrika, Botswana en Zimbabwe. De Limpopo heeft een lengte van 1770 km.
De rivier start bij de samenvloeiing van twee rivieren op de noordwestelijke grens van Zuid-Afrika met Botswana, op een hoogte van circa 2000 meter. De rivier beschrijft een halve cirkel, door eerst naar het noorden te stromen, dan af te buigen naar het noordoosten, vervolgens het oosten en ten slotte in zuidoostelijke richting Straat Mozambique in te stromen. Op zo’n 175 kilometer voor de monding ligt de rivier slechts zeven meter boven de zeespiegel waardoor het water in het laatste traject slechts langzaam stroomt. Bij de monding is de breedte ongeveer 300 meter.
Het stroomgebied heeft een oppervlakte van 408.000 km². Er zijn 24 zijrivieren die in de Limpopo uitkomen waarvan de Olifantsrivier het meeste water toevoert. In het stroomgebied valt gemiddeld 530 millimeter regen per jaar. De meeste neerslag valt in de bergen van Zuid-Afrika en het minst waar de rivier de grens vormt tussen Zuid-Afrika en Zimbabwe. De piek van het regenseizoen is in januari en de afgevoerde waterhoeveelheden variëren sterk over het jaar. In Chókwè, Mozambique, wordt in februari een piek van zo’n 600 m3/seconde bereikt om daarna alweer snel te dalen naar circa 40 m3/seconde in juni. Tussen juli en november is de afvoer minimaal en staan grote delen van de rivier droog. Pas in december begint het waterniveau weer te stijgen na de eerste regens.
Langs de rivier wonen ongeveer 15 miljoen mensen die voor hun watervoorziening mede afhankelijk zijn van de rivier. Het water wordt gebruikt als drinkwater, voor de industrie en landbouw waaronder ook irrigatie. Langs de gehele lengte van de rivier zijn dammen aangelegd om het water vast te houden. In Mozambique, het minst ontwikkelde land van de vier, is er slechts een, de Massingirdam.
Vasco da Gama ontdekte de Limpopo in 1498.